# Ann Bernadotte
Anna Margareta (Ann) Bernadotte, tidigare Lindner, född Larsson 22 mars 1921 i Danderyd, Stockholms län, död 3 september 1975 i Málaga, Andalusien, var en belgisk adelsprinsessa och medlem av det svenska Kungliga huset genom sitt äktenskap med prins Carl Bernadotte åren 1954–1962.

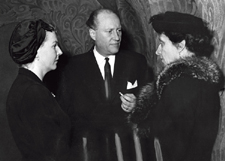
Prinsessan Bernadotte, prins Carl Bernadotte och fröken Florence Stephens utanför rättssalen i samband med Husebyaffären, 1957.

Ann Bernadotte var dotter till en byggmästare i Djursholm. 1954 gifte hon sig med prins Carl Bernadotte i hans andra äktenskap och fick då titeln prinsessa Bernadotte. Hennes enkla bakgrund ledde till att hon av pressen kallades för ”prinsessan Larsson”. I slutet av 1950-talet bosatte sig prinsparet i Torremolinos i Spanien. De skilde sig 1962.